# 手碟

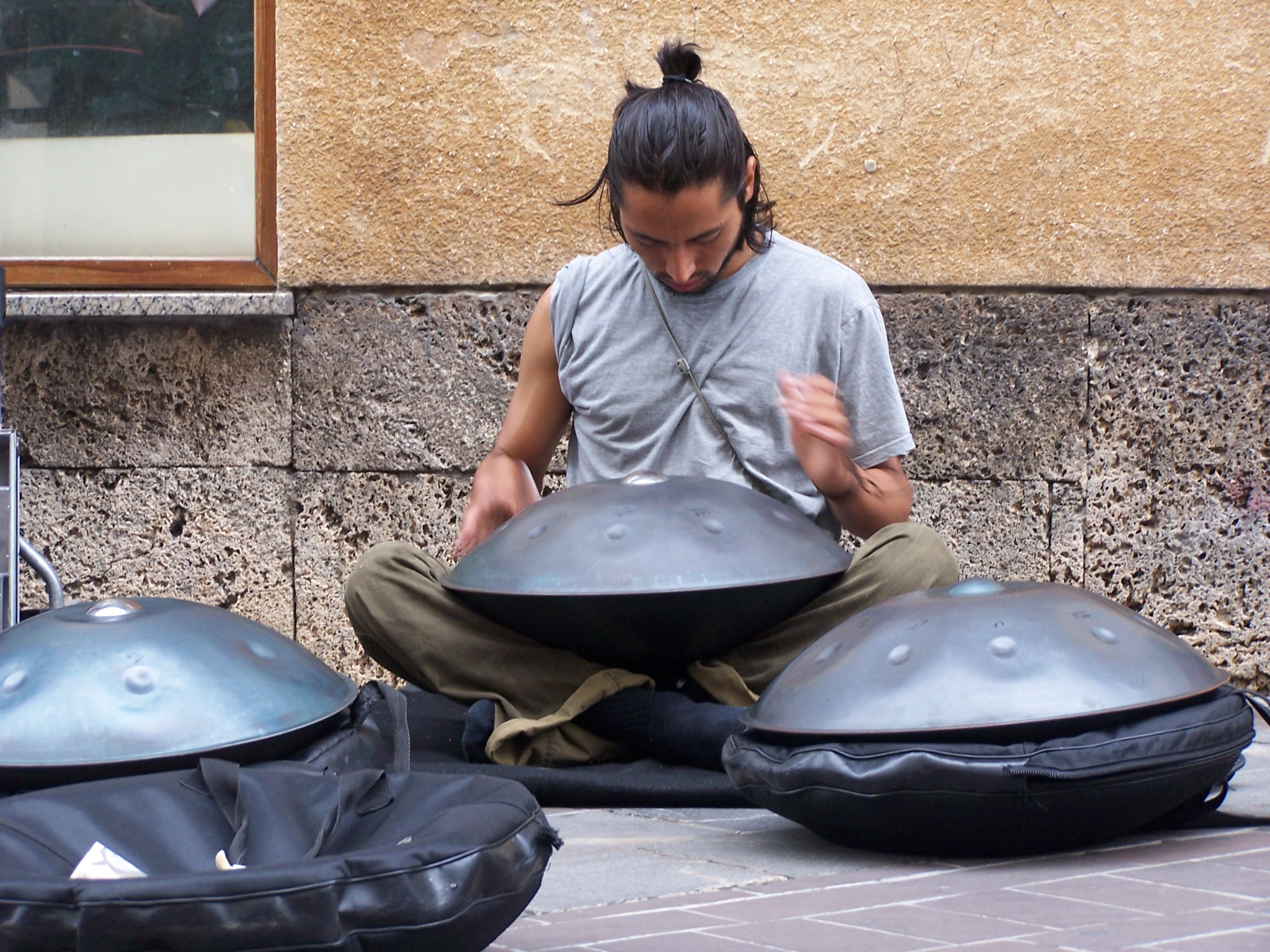
荷蘭街頭藝人與手碟

手碟（德語：Hang，德語發音：[haŋ]，複數為Hanghang），由菲力·霍那（Felix Rohner）與薩賓娜·謝雷（Sabina Schärer）在瑞士伯尔尼于2000年发明的一种打击乐器，2001年在法蘭克福首次展出亮相。两个发明人的公司名为PANArt Hangbau AG。手碟常称为“手碟鼓”或“空灵鼓”（hang drum），但发明者认为这是一种误称，严重限制了手碟的使用。
该乐器由两块深冲压、氮化处理的半壳状薄钢板构成，呈独特的“飞碟”状。手碟顶部中央有一个凸点，是上部的基准音“Ding”，围绕它分布有七个或八个凹坑稱為"Note"，每个点都有一个音高；手碟底部开有一个称为“Gu”的边缘内卷的孔，为低音部，也是用来调音的。
手碟与钢鼓所涉及的很多基本物理原理是相同的，比较独特的是手碟还是一个亥姆霍茲共振腔。手碟是在对钢鼓和其他乐器的多年研究的基础上创造的。随着手碟发明者不断改良它的形状和材料，已经产生了很多版本的手碟。
“Hang”一名来自伯尔尼德语中表示“手”的词语，它是PANArt Hangbau AG公司的注册商标。

## 历史

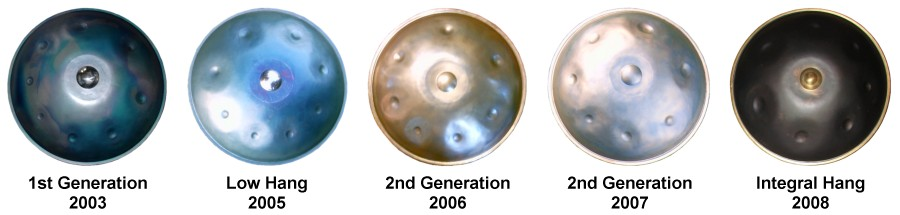
PANArt 手碟的演變

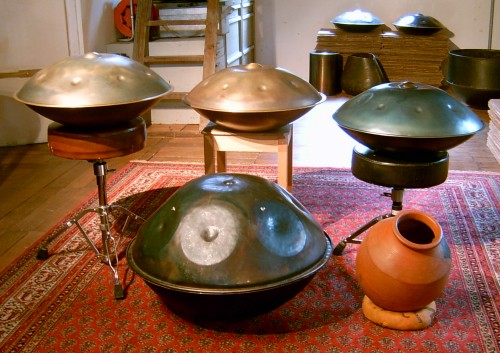
原型手碟-2000年1月(左前)，印度陶罐鼓 Ghatam (右前)；2007年(後左)、2006年(後中)、2005年製(後右)

Hang的工作室於2000年至2005年間，共設計了約 15 至 45 種不同的音環，中心Ding的音高從F3至A3都有，這是第一代的手碟。2006年起，第二代的手碟在氮化鋼表面加鍍了一層經退火的銅，並在兩個半球體的接駁位加上了一層銅環，音調上，第2代將第1代的多款中心 Ding 基音，統一為只製造D3一種。至於圍繞 Ding 基音的音環，A3、D4及A4為必然音，其餘則可按需要而訂立。最流行的為九音款式 (頂部一個凸起周圍八個凹坑)。
起初只有 Felix 與 Sabina 懂得生產這棰樂器的方法，使 PANArt Hangbau AG 最初成為獨門生意，後來其他人士亦嘗試摸索出 Hang 的製作方法，2007年美國一所以生産鋼鼓的樂器生產商 Pantheon Steel 宣佈研發了一種新樂器，與 PANArt Hangbau AG 的十分相似，但由於「Hang」一字已註冊專利，因此他們便將新的樂器稱為「Hand Pan」。
其後德國、西班牙、美國、中國等亦陸續出現了能掌握製作手碟的工匠及生產商，並開始投入生產各自的Hand Pan。他們亦共用了「Hand Pan」這個名稱，慢慢地，「Hang」與「Hand Pan」廣義地當為相同的樂器。正版手碟絕大部份的工序仍然堅持以手工的方式，靠工匠們去進行調校，因此每年的生產量極少。
2013年12月，PANArt Hangbau AG 在其官方網頁中宣佈將不再生產 Hang，改為生産與 Hang 相近的新樂器 Gubal (洞在上方而不是底部) 。因此預計日後 Hand Pan 的數量亦會超越 Hang。

## 外形及物料
根據PANArt Hangbau AG 的介紹Hang 的創作靈感主要來自印度的陶罐鼓與鋼鼓，所以 Hang 的材質為鋼鐵，由兩個半球型的鋼模所組成，中間為空心，表面以氮化方式，將氮氣加熱，使其滲入金屬的結構內以增強鋼表面的硬度（稱為「金属表面强化處理」）。上半球體中央有一凸起部份，稱為「Ding」，可發出固定基音，周邊圍繞有8個如鋼鼓般、中央凹陷的位置，可產生不同的音高，並由低至高，以Ｚ型的方式由下至上排列，稱為「Note」；下半球為光滑表面，中央部份有一開孔，稱為「Gu」，是參照陶罐鼓而產生的部份，除可發出低頻率的聲音外，亦能製造與另一種印度的敲擊樂器巫毒鼓的音色。
整件樂器的外貌依據亥姆霍茲共振原理設計，因此敲打時能產生十分明顯的聲音共振效果，並透過 Ding 的基音產生一連串的泛音列。

## 手碟的打法與原理
將手碟置於盤腿上，以手掌，手心拍打或手指敲點出聲，也可置於立架上，不同於鋼鼓(steelpan （页面存档备份，存于）)以槌敲擊，聲音也較鋼鼓(steelpan （页面存档备份，存于）)細柔溫暖。手碟依樂手的手法，聲音可能類同豎琴，鐘，或是調過音的鋼鼓(steelpan （页面存档备份，存于）)。每個"音場" (tone field) 在基礎音 （页面存档备份，存于）的周圍有幾個泛音共鳴區。

## 外部連結
- www.hang.ch （页面存档备份，存于）
- 手碟愛好者的部落格與網路資源 (英文) （页面存档备份，存于）
- 手碟愛好軒易手碟，HANDPAN手碟，手碟樂器介紹 （页面存档备份，存于）